# 체이스 수이 원더스
체이스 수이 원더스(Chase Sui Wonders, 1996년 5월 21일 ~ )는 미국의 배우, 감독, 영화 각본가, 모델이다.

## 출연 작품

### 영화
- 다니엘 이즌 리얼 (2019)
- 온 더 록스 (2020) - 체이스 역
- 공포의 파티 (2022)
- 나는 네가 지난 여름에 한 일을 알고 있다 (2025)

### 텔레비전
- 제너레이션 (2021) - 라일리 역
- 시티 온 파이어 (2023)
- 법키스 (2023)
- 더 스튜디오 (2025)